# Карл Август Отто Гоффманн
Карл Август Отто Гоффманн (нім. Karl August Otto Hoffmann; 1853–1909) — німецький ботанік і педагог.

## Біографія
Карл Август Отто Гоффманн народився 25 жовтня 1853 року в місті Бесков.
Він вивчав математику та природознавство у Берлінському університеті, а згодом закінчив аспірантуру в Геттінгенському університеті. Починаючи з 1877 року, він викладав у гімназії в Берліні.
Карл Август Отто Гоффманн помер 11 вересня 1909 року після операції на апендицит. Свою вражаючу колекцію рослин він заповів Берлінському гербарію.
Разом із Вільгельмом Фатке він опрацював ботанічні зразки, зібрані Йоганном Гільдебрандом на Мадагаскарі.
Він займався дослідженнями видів родини Айстрових.

## Вшанування
Рід Hoffmanniella родини Айстрових названо на його честь.